# التدوبرن
التدوبرن (به آلمانی: Altdöbern) یک شهر در آلمان است که در براندنبورگ واقع شده‌است.

## خصوصیات
التدوبرن ۶۱٫۶۰ کیلومترمربع مساحت دارد ۸۷ متر بالاتر از سطح دریا واقع شده‌است.